# 木屋瀨站

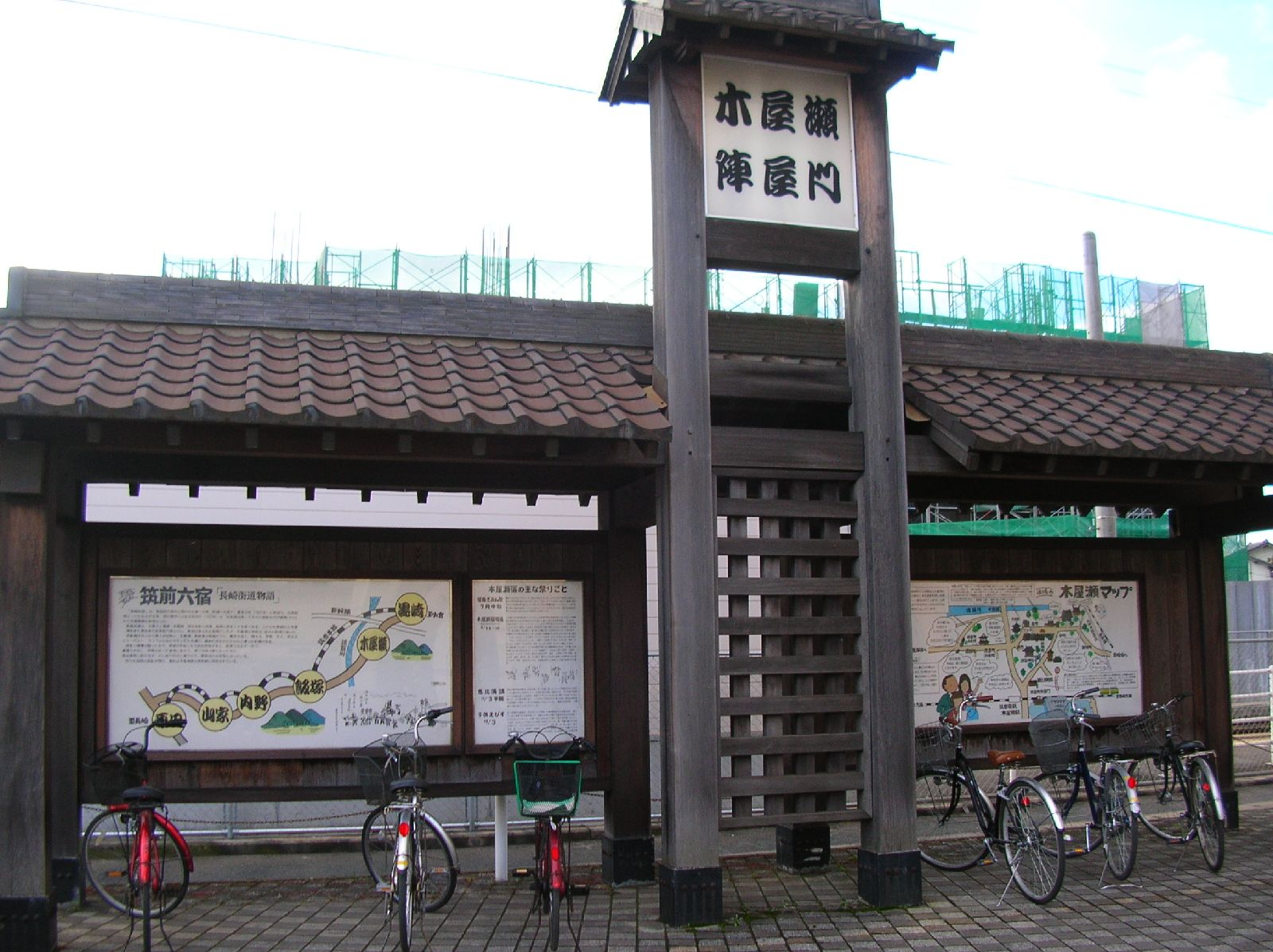
木屋瀨站陣屋門

木屋瀨站（日语：／ Koyanose eki */?）是位於福岡縣北九州市八幡西區，屬於筑豐電氣鐵道筑豐電氣鐵道線的車站。車站編號為CK18。

## 歷史
- 1958年（昭和33年）4月29日 - 筑豐中間站至此站之間開通，此站啟用。
- 1959年（昭和34年）9月18日 - 此站至筑豐直方站之間開通。

## 車站構造
本站是地面車站，設有2面2線的相對式月台。此站是無人車站，在木屋瀨至筑豐直方之間開通前為筑豐電氣鐵道線的終點，但是現時沒有設置折返設備。

### 月台
| 月台 | 路線        | 方向                       | 備註 |
| ---- | ----------- | -------------------------- | ---- |
| 1    | ■筑豐電鐵線 | 遠賀野、感田、筑豐直方方向 |      |
| 2    | ■筑豐電鐵線 | 楠橋、永犬丸、黑崎站前方向 |      |

※實際上沒有月台編號，上述的編號只用作列車運輸指令上使用。

## 使用狀況
在2019年度，1日平均上下車人次為760人。

## 車站周邊
- 國道200號（日语：国道200号）
- 福岡縣道73號直方水卷線（日语：福岡県道73号直方水巻線）
- 福岡縣道280號植木上上津役線（日语：福岡県道280号植木上上津役線）
- 北九州市立木屋瀨小學
- Sunlive（日语：サンリブ）木屋瀨店
- 木屋瀨郵局
- 北九州市立長崎街道木屋瀨宿紀念館
- 長崎街道（日语：長崎街道） 木屋瀨宿（日语：木屋瀬宿）
- 彈珠機 A-one八幡店

## 相鄰車站
筑豐電氣鐵道
筑豐電氣鐵道線
新木屋瀨（CK17）－木屋瀨（CK18）－遠賀野（CK19）

## 注腳
1. ↑  鉄道事業｜企業・グループ情報《西鉄について》 （页面存档备份，存于）（日語） 令和元年度 駅別乗降人員